# Rhum Longueteau
Le rhum Longueteau est un rhum agricole produit à Bélair, quartier de la commune de Capesterre-Belle-Eau en Guadeloupe dans les Antilles françaises.

## Histoire
La distillerie Longueteau est fondée par Henri Longueteau en 1895 sur le « Domaine du Marquisat de Sainte-Marie » par l'exploitation des champs de canne à sucre environnants. En 1927, Henri Longueteau (fils) succède à son père, puis Paul-Henri Longueteau fils aîné d'Henri, reprend à son tour la distillerie en 1988. En 2005, c'est François Longueteau, quatrième fils de Paul-Henri, qui rachète à son père l'intégralité du Domaine du Marquisat.

## Production
Depuis 1895, la distillerie Longueteau est la plus ancienne distillerie encore en activité de Guadeloupe distille des rhums agricoles sous l'appellation Longueteau. La production comprend actuellement quatre rhums blancs, un rhum ambré, un rhum « spicy » et quatre rhums vieux, ainsi que de nombreux punchs aux fruits :
- Rhum blanc agricole Longueteau 40°, 50°, 55° et 62° ;
- Rhum ambré agricole Longueteau (18 mois) 40° et 40° « Spicy » ;
- Rhum vieux agricole Longueteau VS (3 ans) ; VSOP (4 ans) ; XO (6 ans) et « Cuvée 120 ans ».